# Elvira Sarïeva
Elvira Kubanychbekovna Sarïeva, souvent orthographié Elvira Saiyeva, (née le 27 août 1975 à Frunze en République socialiste soviétique kirghize en URSS) est une femme politique kirghize.

## Biographie
Lors de l’avènement du gouvernement Joomart Otorbaiev, Sarïeva devient vice-Première ministre du Kirghizistan. Elle reste cependant à ce poste moins d'un an puisqu'elle remplace Kanat Sadykov comme ministre de l'Éducation et de la Science en décembre de cette même année. Elle reste en poste jusqu'à ce qu'elle soit remplacé par Gulmira Kudaiberdiyeva lors d'un remaniement ministérielle par Sooronbay Jeenbekov le 11 novembre 2016.